# Liberato Tosti
Liberato Tosti (* 22. Mai 1883 in Oriolo Romano, Provinz Viterbo; † 20. Oktober 1950 in Rom) war ein italienischer Geistlicher, römisch-katholischer Erzbischof und Diplomat des Heiligen Stuhls.

## Leben
Liberato Tosti empfing am 18. April 1908 durch den Bischof von Viterbo, Antonio Maria Grasselli OFMConv, das Sakrament der Priesterweihe für das Bistum Viterbo.
Am 5. September 1946 ernannte ihn Papst Pius XII. zum Titularerzbischof von Leucas und bestellte ihn zum Apostolischen Nuntius in Paraguay. Der Apostolische Nuntius in Argentinien, Erzbischof Giuseppe Fietta, spendete ihm am 3. November desselben Jahres in Buenos Aires die Bischofsweihe; Mitkonsekratoren waren die Weihbischöfe in Buenos Aires, Antonio Rocca und Tomás Juan Carlos Solari.
Am 4. Oktober 1948 wurde Liberato Tosti von Pius XII. zum Apostolischen Nuntius in Nicaragua und Honduras ernannt. 1949 trat Liberato Tosti als Apostolischer Nuntius in Nicaragua und Honduras zurück.